# Dominique Epp
Dominique Epp est un biathlète et entraineur de biathlon français, né le 27 juillet 1963 et originaire de Grendelbruch en Alsace.

## Biographie
Il devient double champion de France de biathlon (sprint et individuel) en 1985, ce qui lui permit d'obtenir le titre de sportif alsacien de l'année. Néanmoins sa carrière sera ralentie dès l'année suivante, des suites d'une blessure au genou contractée lors d'une chute sur le glacier de Tignes. Il continue sa carrière d'athlète jusqu'en 1991. Il devient alors entraineur de l'équipe de france masculine de biathlon, et ce jusqu'en 1997, participant ainsi notamment aux plus grand succès de Patrice Bailly-Salins.

## Palmarès
- Sélectionné olympique aux Jeux olympiques de Sarajevo (Yougoslavie) pour sa première année en senior
- Champion de France de biathlon en sprint : 1985
- Champion de France de biathlon en individuel : 1985
- Élu sportif Alsacien de l'année: 1985
- Entraineur national de l'équipe de France de biathlon équipe masculine de 1992 à 1997
- Champion de France des clubs de 2e division de ski de fond en 2010 (Relais: 1 Minime: Gael Epp (fils de Dominique Epp), 1 Cadet: Fabien Claude, 1 Junior: Florent Claude (frère du cadet Fabien Claude) et 1 Senior/Vétéran: Dominique Epp ce qui permet au club le passage en division 1[2].